# سوري كوايز (محطة مترو أنفاق لندن)
سوري كوايز (بالإنجليزية: Surrey Quays)‏ هي إحدى محطات مترو أنفاق لندن. تقع على خط شرق لندن أفتتحت في المنطقة (Zone) رقم 2 أفتتحت في 7 ديسمبر 1869، 1 أكتوبر 1884. 